# 弗朗西斯科波利斯
弗朗西斯科波利斯是巴西米纳斯吉拉斯州的一个市镇。总面积715.87平方公里，总人口5664人，人口密度7.9人/平方公里。